# Кушніров Арон Давидович
Аро́н Дави́дович Ку́шніров (Арн Кушнірович) (* 7 січня 1890, Боярка, Київська губернія — † 7 вересня 1949, Москва) — єврейський драматург, поет, прозаїк та перекладач радянських часів. Нагороджений орденом Червоної Зірки (жовтень 1944) та медалями.

## Життєпис
Походить з родини службовців. 1910 року у нього народився син (загине в часі нацистсько-радянської війни).
Учасник Першої світової війни з 1914 року — солдат, нагороджений георгіївськими хрестами та медалями. В 1917 році стає повним Георгіївським кавалером.
1918 року добровольцем вступив в РСЧА.
1922 року переїздить до Москви, де входить до складу журналу «Štrom».
У 1925 році пориває з естетським журналом «Štrom», який в тій порі об'єднував майже всю єврейську радянську літературу. Того ж року засновує єврейську секцію МАПП.
Протягом 1926—1927 років разом з М. Літваковим очолював літературну групу «Юнгвалд».
В 1928 році брав активну участь у роботі мінського журналу «Штерн».
Був редактором видання «Совєтіш».
Брав участь в Іспанській громадянській війні.
З 4 липня 1941 року воював на нацистсько-радянській війні, політрук в складі Західного фронту.
В жовтні 1941 — жовтні 1942 років — у редакції 19-ї стрілецької дивізії, по тому — в червоноармійській газеті 5-ї армії.
1942 року фронтового політрука приймають до лав ВКП(б).
В часі війни був редактором видання «Ейнікайт».
Контужений, з січня 1944 визнаний умовно-придатним до стройової служби.
Літом 1944 року введений до складу Єврейського антифашистського комітету — разом з Брегманом, І. Юзефовичем, Львом Шейніним, Шпігельгласом, Г. Жицом.
1945 року демобілізувався — капітан-політрук.
Протягом 1947—1948 років працював редактором видання «Геймланд».

## Літературна діяльність
Свої твори писав на їдиш. Серед випущених друком його творів:
- перший твір — «Знов прийшов день небезпек» — в виданні «Боротьба проти польської шляхти», 1920,
- збірники революційно-публіцистичних віршів — «Вент» («Стіни») — 1921,
- лірична поема «Азкоре» («Поминальна») — 1922,
- оповідання «Діти єдиного народу» в збірнику «Жовтень» — про дітей-сиріт часів Громадянської війни, 1925,
- цикл віршів «Поїзд» — заклик до «завоювання незавойованих 5/6 світу», 1926,
- збірка «Шумування», 1927,
- «Бройз» («Бродіння») — 1929,
- віршована драма «Гірш Лекерт» — 1929, в 1930 році перекладена на російську мову Едуардом Багрицьким,
- в бібліотеці «Вогника» — у збірці з творами Д. Гофштейна, П. Маркіша, І. Фефера, І. Харіка, О. Шварцмана, 1932,
- оповідання «Тверда земля», «Новий трактор», видавництво «Емес», 1939, драматична поема «Австрійська ніч», вірші «Червоноармійці»,
- драма «Схід і Захід», 1940,
- поетичний збірник «Геклібене верк» («Вибрані твори») — 1947,
- «Фотер-командир» («Батько-командир») — 1948.

Перекладав на їдиш, зокрема, «Слово о полку Ігоревім», вірші Лермонтова, Некрасова, «Сперанцу» Б. Пильняка, п'єсу «Овече джерело» Лопе де Веги, твори Вільяма Шекспіра, поему Максима Горького «Дівчина та смерть», твори Тараса Шевченка та Лесі Українки.
В театрах мали успіх його п'єси:
- «Дер уртейл кумт» («Приговор слідує»),
- «Фолк» («Народ»).